# Дукельський перевал

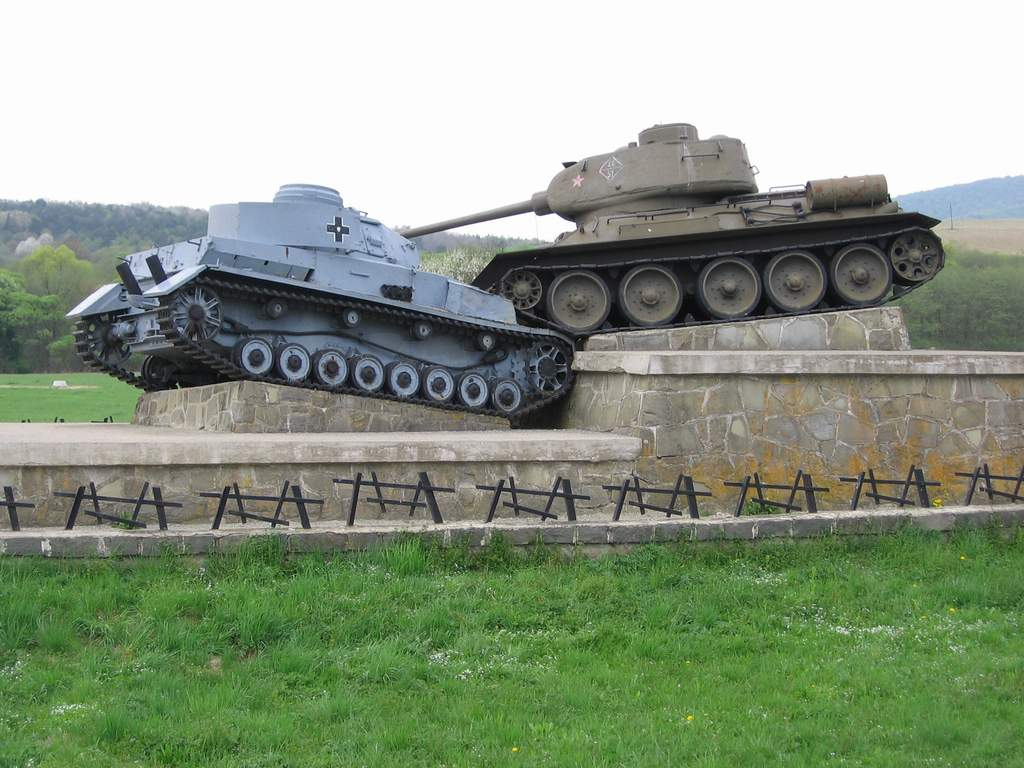
Меморіал на перевалі

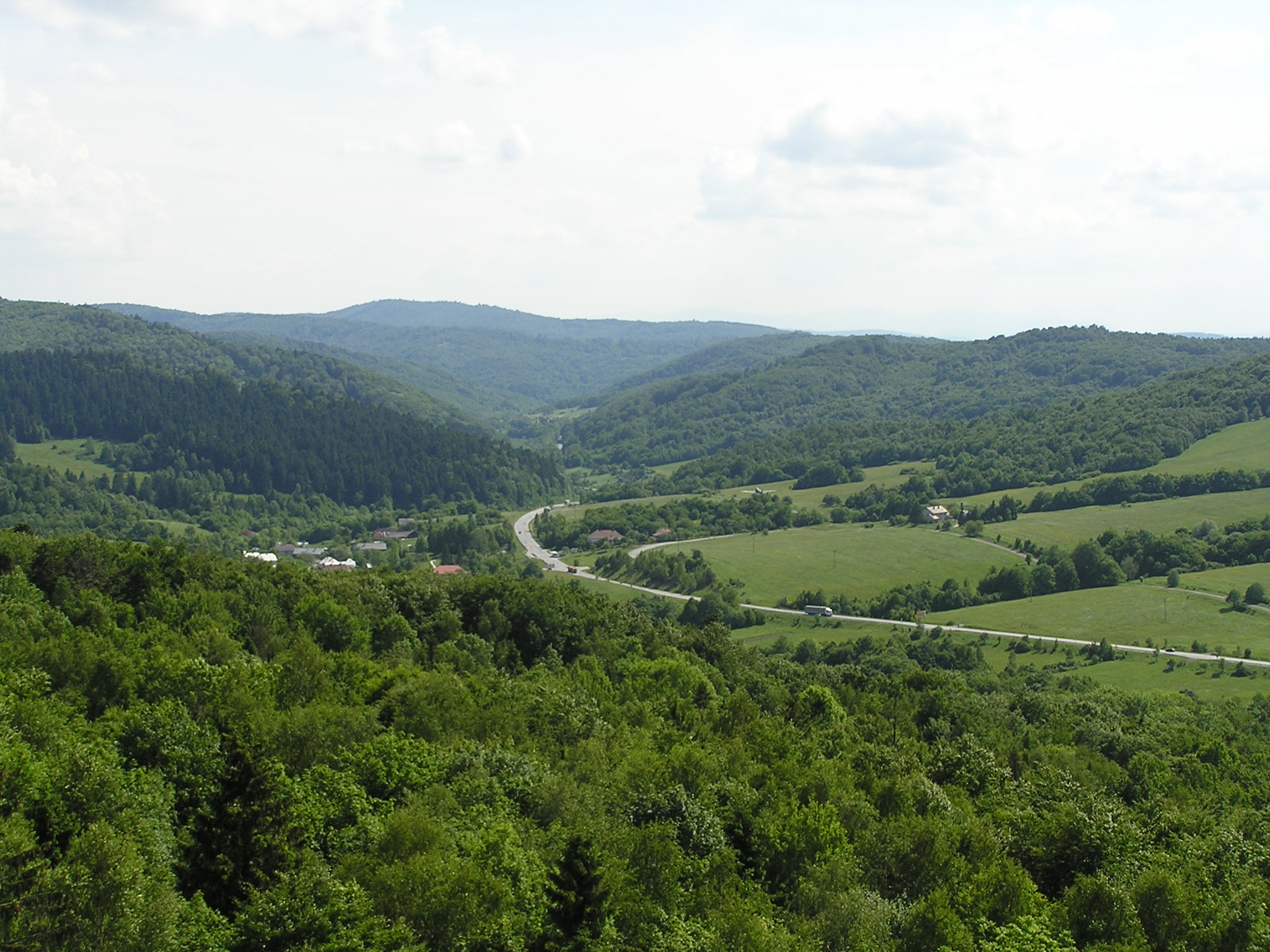
Гори біля перевалу

Ду́кельський перева́л (Дукля́нський перева́л, Руські ворота, Ду́кля) — перевал в Карпатах (Низькі Бескиди), на кордоні Словаччини і Польщі, в межах української етнічної території Лемківщина. Найнижчий у головному вододільному хребті Карпат. Висота 502 метри. Через нього проходить автомобільна дорога Кросно — Пряшів.

## Значення
Дукля — один з найвигідніших карпатських перевалів, який багато сторіч поєднував між собою Галичину і Закарпаття, пізніш — територію середньовічної Польщі та Угорщини й Австрії. З побудовою залізниць наприкінці XIX ст. перевал втратив своє значення.

## Воєнна історія
У 1849 р. перевал використаний російськими каральними військами основним проходом через Карпати для придушення угорської революції. Під час Першої світової і Другої світової війни перевал і його околиці були ареною кровопролитних боїв. У вересні 1944 —січні 1945 рр. за оволодіння перевалом радянське командування поклало понад 2 млн солдат, тут загинуло багато українців, особливо новобранців із Західної України, яких радянське командування спеціально гнало в атаки на найнебезпечніші ділянки фронту. Оволодіння Дукельським перевалом радянськими військами спільно з Чехословацьким армійським корпусом поклало початок зайняттю Червоною армією Чехословаччини. На пам'ять про цю подію 1969 р. тут споруджено меморіал.